# Långstjärtad rosenfink
Långstjärtad rosenfink (Carpodacus sibiricus) är en östasiatisk fågel i familjen finkar. Den häckar i södra Sibirien, Kina, Nordkorea och norra Japan. Tillfälligt har den påträffats i Europa, men de flesta fynden tros utgöra förrymda burfåglar. Tidigare placerades den i ensam art i släktet Uragus, men inkluderas numera oftast med andra rosenfinkar i Carpodacus. 

## Utseende
Långstjärtad rosenfink mäter 13–18 cm, med ganska liten kropp och lång stjärt. Näbben är liten och ljust gulgrå, och benen mörkt rosafärgade. Ovansidan av vingen och stjärten är till största delen svarta med två tydliga vita vingband. Stjärtens ytterfan har vita yttre kanter. Den adulta hanen är rosaröd med mörkstreckad mantel som blir brunare om vintern. Hjässan är sommartid vitaktig och på vintern grå. Den adulta honan är ljust gulbrun med samma ving- och stjärteckning som hanen.

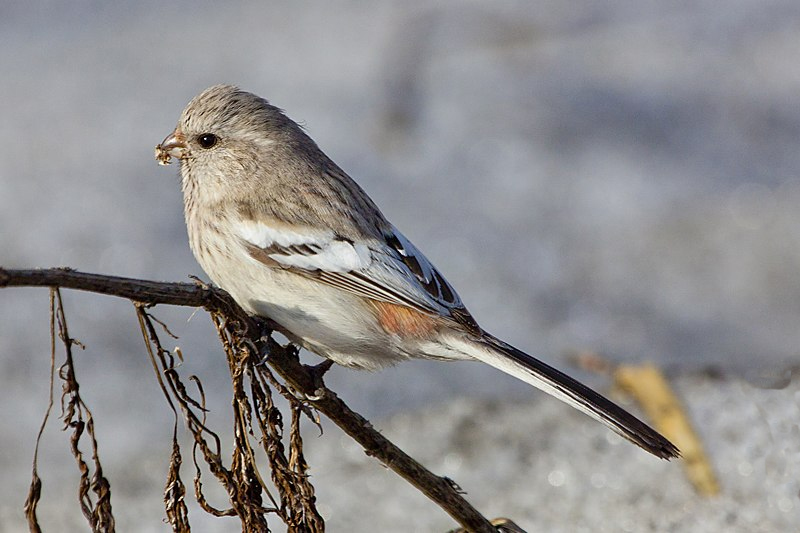
Hona.

Närbesläktade elegant rosenfink (Carpodacus lepidus), traditionellt behandlad som underart till långstjärtad rosenfink, är mer kortstjärtad och mörkare tecknad. Hane långstjärtad rosenfink har sommartid hela hjässan silvergrå och manteln är rosa till djupröd, medan den hos elegant rosenfink är mer brunaktig och mindre röd. Vidare är vingbanden smalare och de yttersta stjärtpennorna har mindre vitt.
Fåglar i centrala Kina, ibland urskild som egen art, är mer kortstjärtade och mörkare tecknade. Hos hanen är hjässan mer brunaktig och mindre röd. Vidare är vingbanden smalare och de yttersta stjärtpennorna har mindre vitt.

## Läte
Sången återges i engelsk litteratur som ett framstressat "churu churu chee fee fee". Bland lätena hörs mjuka "hwit-twot", "fee-fee", "pee popo" och ringande "stip".

## Utbredning och systematik
Långstjärtad rosenfink är en asiatisk fågel som häckar i två skilda områden, dels i södra Sibirien, norra Kina och Mongoliet österut till Sachalin, Kurilerna och norra Japan, dels i bergstrakter i östra Tibet och centrala Kina. Den förekommer året runt i ett område i södra Sibirien, från Kazakstan till sydöstra Ryssland, medan övriga populationer är flyttfåglar.
Fem populationer brukar ges underartsstatus:
- Carpodacus sibiricus sibiricus – häckar från sydvästra Sibirien och nordöstra Kazakstan till Mongoliet och nordcentrala Kina; övervintrar så långt söderut som Turkestan
- Carpodacus sibiricus ussuriensis – häckar östra Sibirien och nordöstra Kina; övervintrar så långt söderut som nordöstra Kina och Sydkorea
- Carpodacus sibiricus sanguinolentus – häckar på Sachalin, i Kurilerna och i norra Japan; övervintrar så långt söderut som södra Japan
- Carpodacus sibiricus lepidus – nordöstra Tibet till nordcentrala och centrala Kina
- Carpodacus sibiricus henrici – östra Tibet och sydcentrala Kina

Studier från 2020 visade att de nordliga och sydliga populationerna skiljer sig tydligt åt morfologiskt och genetiskt, så pass att författarna rekommenderar att de bör behandlas som två skilda arter: Carpodacus lepidus med underarterna lepidus och henrici, och Carpodacus sibiricus i begränsad mening med underarterna sibiricus och sanguinolentus (ussuriensis rekommenderas synonymiseras med den senare). I februari 2022 följde BirdLife Sveriges taxonomiska kommitté rekommendationerna och urskilde denna som arten "elegant rosenfink" (C. lepidus). Detta beslut har dock reverserats efter att BirdLife Sverige anslöt till världslistan AviLists taxonomi i juni 2025. Där betraktas de båda som en och samma art, grundat på rätt begränsade skillnader i mitokondrie-DNA och utseende samt frånvaro av skillnader i läten. Det noteras dock att vidare studier, bland annat av kärn-DNA och läten, kan komma att stödja en uppdelning i två arter.

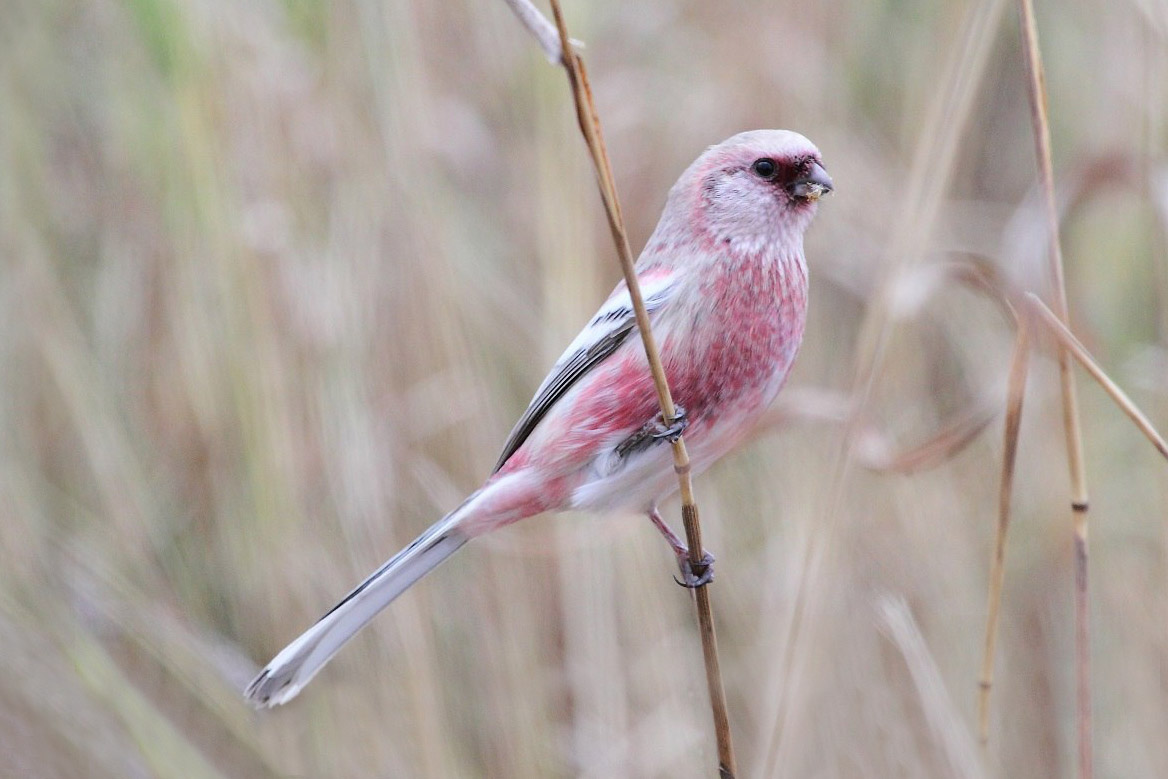

### Observationer i Europa
Arten observeras sällsynt i Europa, men precis som med många andra asiatiska rosenfinkar så förekommer den inom burfågelhandeln och flera observationer bedöms därför som sannolika förrymda exemplar. Det gäller alla de sex fynd som gjorts i Sverige.

### Släktestillhörighet
Tidigare placerades långstjärtad rosenfink i det egna släktet Uragus men förs idag till Carpodacus efter DNA-studier. Dess närmaste släktingar, förutom elegant rosenfink, utgörs av en grupp innehållande arterna långnäbbad rosenfink (C. puniceus), enrosenfink (C. subhimachalus), sibirisk rosenfink (C. roseus), vitbukig rosenfink (C. trifasciatus) samt artparet vitbrynad rosenfink (C. thura) och snårrosenfink (C. dubius).

## Ekologi
Långstjärtad rosenfink beskrivs förekomma i täta vide- och björksnår, gräsmarker, vassbälten och hög vegetation i diken. Den ses även i vattennära skogar med sälg, lärk och poppel men också i torrare täta skogar med tall, björk och al, mer sällan i törnbuskmarker. Där påträffas den enstaka eller i par, utanför häckningstid i lösa flockar om upp till 15 individer. Födan består av frön, bär och knoppar, men kan också ta små ryggradslösa djur. Häckning sker maj–augusti då den bygger ett kompakt bo som placeras upp till två meter ovan mark. Den lägger två till sex ägg som ruvas av båda föräldrarna i elva till tolv dagar. Ungarna är flygga efter ytterligare 13–14 dagar. Fågeln är utsatt för bopredation från kråka och näbbmöss.

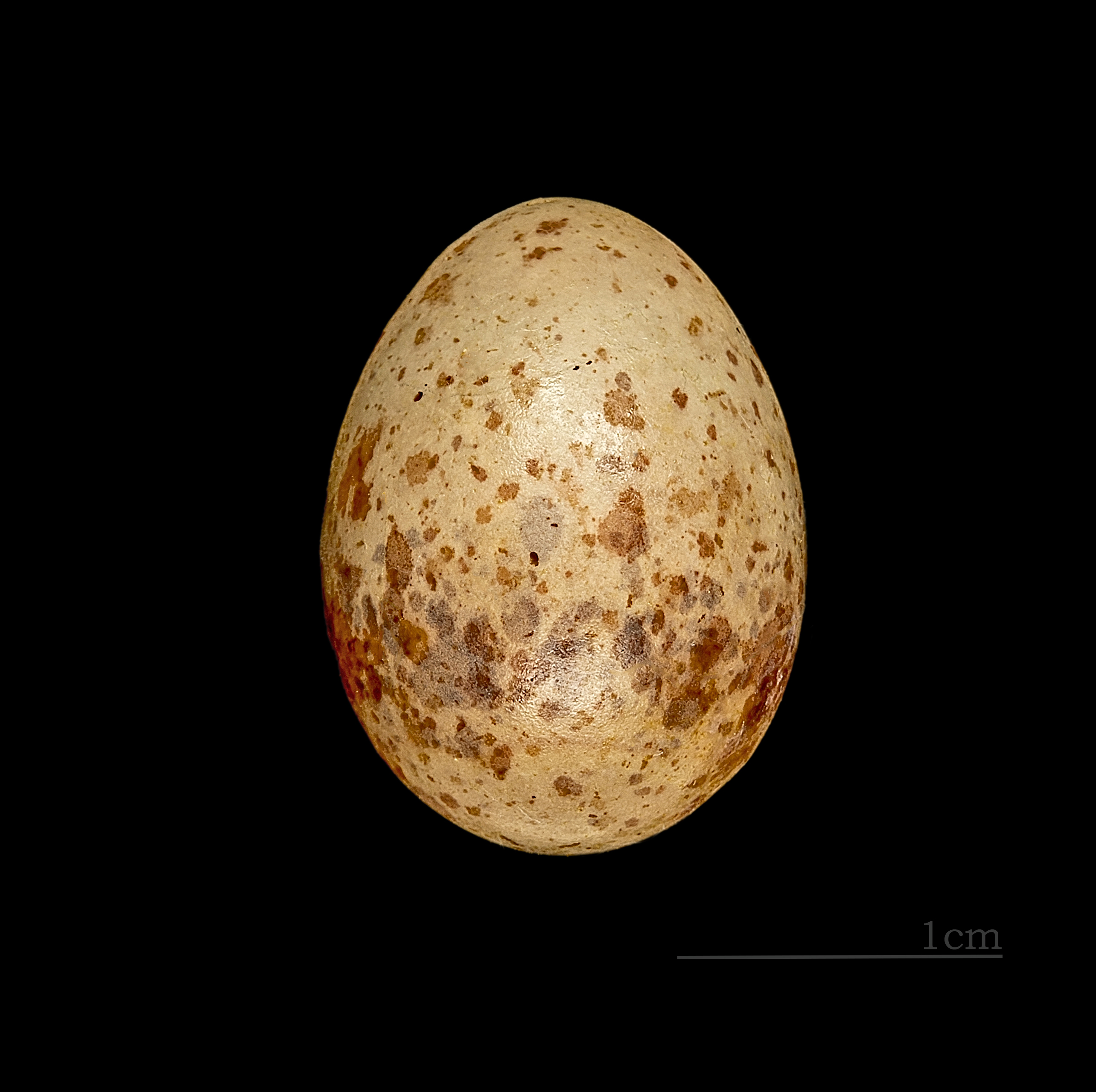
Ägg från långstjärtad rosenfink.

## Status och hot
IUCN bedömer hotstatus för "elegant rosenfink" och långstjärtad rosenfink i begränsad mening var för sig, båda som livskraftiga.